# Dolina Łężna

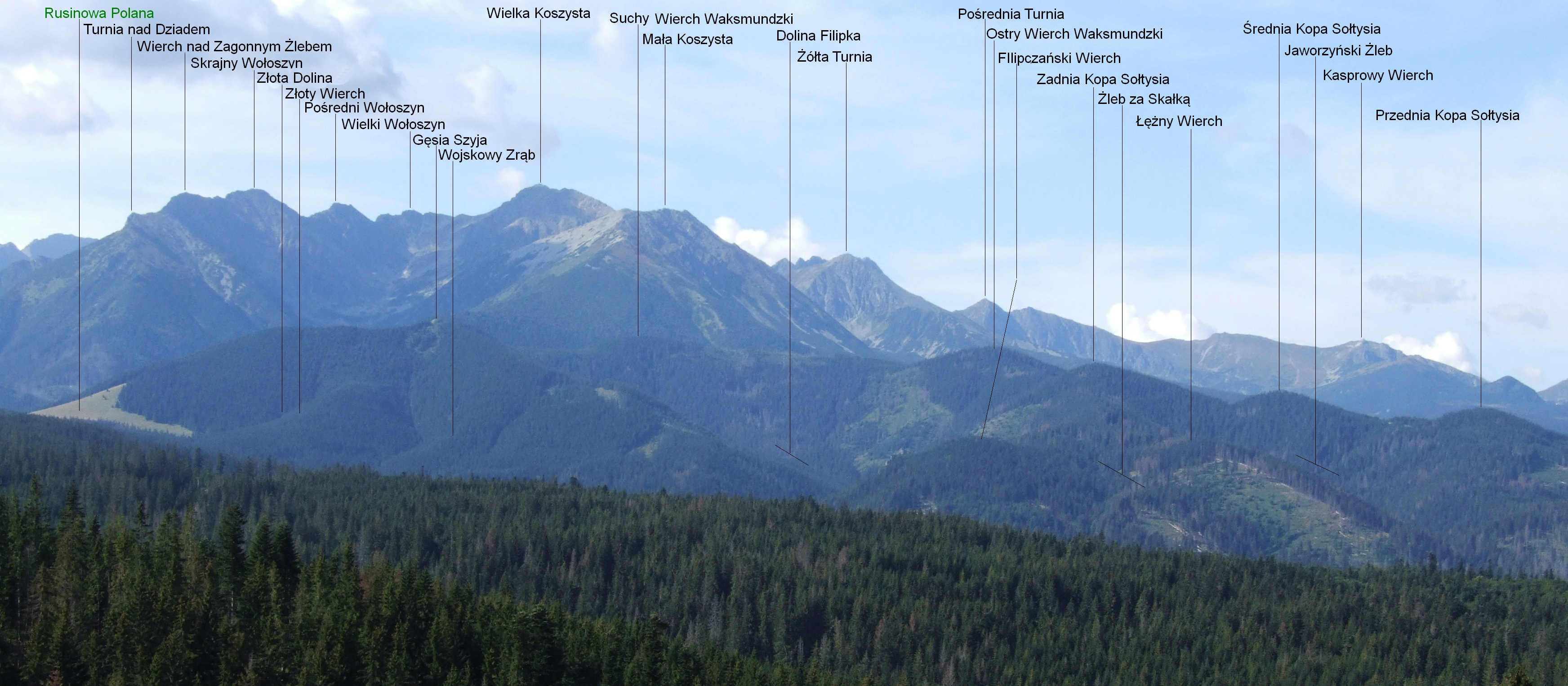
Widok z Głodówki. Widoczna górna część Doliny Łężnej (poniżej Jaworzyńskiego Żlebu)

Dolina Łężna – dolina na północnych krańcach polskich Tatr Wysokich. Znajduje się w grupie Gęsia Szyja – Kopy Sołtysie. Jest lewą odnogą doliny Filipczańskiego Potoku. Droga Oswalda Balzera przecina Dolinę Łężną w odległości około 400 m na zachód od Zazadniej. Wylot doliny znajduje się poniżej tej drogi, w odległości około 0,5 km na północ. Na odcinku poniżej drogi i jeszcze nieco ponad nią dolina ma łagodne zbocza o nachyleniu 5–15°. W górę nad drogą dolina biegnie w kierunku południowym. Płynący jej dnem Łężny Potok ma koryto o wąskim dnie i pionowych ścianach. Występują w nim progi skalne o wysokości od kilku do kilkunastu metrów, a pod nimi kotły eworsyjne. Stoki doliny mają nachylenie 20-45°. Górna część doliny to Jaworzyński Żleb podchodzący pod Zadnią Kopę Sołtysią.
W dolinie znajduje się dziesięć niewielkich jaskiń, m.in. Jaskinia w Jaworzyńskim Żlebie, Grota w Jaworzyńskim Żlebie, Schron przy Grocie w Jaworzyńskim Żlebie, Łężna Dziura, Dziura za Porzeczkami, Zbójnicka Kapliczka i Nyża nad Jaworzyńskim Żlebem.
Obecnie zbocza doliny porasta las. Na lotniczych zdjęciach mapy Geoportalu widoczne są na nich jednak obszary trawiaste z podrostem drzew. Dawniej były to tereny wypasowe dwóch hal pasterskich: Hali Kopy Sołtysie (zachodnie zbocza doliny) i Hali Filipka (zbocza wschodnie).
Dolina Łężna ma jedno niewielkie, orograficznie prawe odgałęzienie. Jest to Suchy Żleb wcinający się w zbocza Łężnego Wierchu.